# Henryk opolski
Henryk (urodzony w 1337 lub 1338 roku - zmarł pomiędzy 1356 a 1365 rokiem), książę opolski pomiędzy 1356 a 1365 rokiem (tylko formalnie - kariera duchowna).
Henryk był trzecim (najmłodszym) pod względem starszeństwa synem księcia Opola Bolka II i Elżbiety Świdnickiej. O Henryku zachowało się niewiele informacji. Jako najmłodszy z rodzeństwa został przeznaczony do kariery duchownej i jeszcze za życia ojca został klerykiem przy katedrze we Wrocławiu. W 1356 roku rozpoczął starania o stanowisko kanonika katedry praskiej. Nie wiadomo kiedy dokładnie zmarł (na pewno w przedziale lat 1356-1365, choć raczej bliżej drugiej z tych dat) i gdzie został pochowany.